# نادي هوريزونت تورنوفو
نادي هوريزونت تورنوفو لكرة القدم (Fudbalski klub Horizont Turnovo) هو نادي كرة قدم مقدوني، تأسس سنة 1950.